# Ermita de Sant Patllari
L'Ermita de Sant Patllari és una església romànica de Porqueres (Pla de l'Estany) inclosa a l'Inventari del Patrimoni Arquitectònic de Catalunya.

## Descripció
És un temple romànic de planta rectangular, d'una sola nau i absis semicircular. A la banda dels peus (a ponent), s'aixeca un cos rectangular de dos habitacions, sobre les restes d'una antiga torre, que servia com a habitatge de l'ermità. Per aquest edifici annex es va haver d'obrir una porta d'accés al temple en el mur lateral de migdia; aquest tipus de solució és força freqüent en esglésies preromàniques i romàniques catalanes. La façana queda rematada per un senzill campanar de cadireta. El parament de tot l'edifici és de pedruscall i la coberta és a dues aigües. A l'interior, el sostre només és de volta a la zona del presbiteri, mentre que la resta està sostingut per cairats de fusta.

## Història
Sembla que en un principi era la capella castellera d'una fortalesa anomenada Specula, documentada el 1182. Però aquest edifici no apareix documentat fins al 1327, en unes deixes testamentàries. L'any 1727 s'hi van fer unes remodelacions que van donar l'aspecte actual al temple. Es té notícia de la presencia d'ermitans fins a la segona meitat del segle xix.
L'any 1985 l'ermita va ser restaurada pel Centre Excursionista de Banyoles. Aquesta restauració es va centrar en els taulats, el presbiteri i l'absis. Es revisà també la casa de l'ermità. Actualment, cada any per setembre s'hi celebra un aplec en honor del Sant.